# پرچم گینه بیسائو

پرچم گینهٔ بیسائو

پرچم گینه بیسائو با تناسب ۱:۲ و به‌دنبال استقلال این کشور در ۲۴ سپتامبر ۱۹۷۳ پذیرفته شد. این پرچم از دو نوار افقی هم‌اندازهٔ زرد در بالا و سبز در پایین و یک نوار عمودی سرخ رنگ در بخش اهتزاز پرچم تشکیل شده‌است که ستاره‌ای پنج‌پر و سیاه رنگ در میان این نوار قرمز قرار دارد. طرح این پرچم تا حد زیادی از طرح پرچم غنا گرفته شده و در آن رنگ‌های پان‌آفریقایی همراه با ستاره‌ای سیاه به نشانهٔ آفریقا استفاده شده‌است.

## نمادشناسی
رنگ زرد در پرچم گینهٔ بیسائو نماد خورشید، سبز نشانهٔ امید و سرخ نماد خون‌هایی است که در راه کسب استقلال این کشور ریخته شده‌است. ستارهٔ سیاه رنگ نیز نشانهٔ وحدت آفریقاست. همچنین نمادهای پرچم گینهٔ بیسائو برگرفته از نمادهای پرچم غنا می‌باشد.

## پرچم‌های مرتبط

پرچم غنا
پرچم کیپ ورد در ۱۹۷۵ که بر اساس پرچم گینهٔ بیسائو طراحی شده بود.